# 金曜気分で!
『金曜気分で!』（きんようきぶんで）は、1988年4月8日から1989年3月31日までTBS系列局で放送されていたTBS製作のトーク番組である。
花王の一社提供。放送時間は毎週金曜 23:00 - 23:30 （日本標準時）。

## 司会
- 中村雅俊

## スタッフ
- 構成：高平哲郎
- テーマ音楽：八木正生
- 音楽：渋谷森久
- 編曲：宮川晶
- 振付：堀内完
- ボイストレーナー：古賀義弥
- コーラス： JIVE
- 技術：浜田泰生
- カメラ：伊東修
- カラー調整：中村孝雄
- 照明：高橋寛
- 音声：柳沢任広
- 音響効果：舘野忠之
- 美術：三原康博
- 美術デザイン：西條実
- 美術制作：安川毅
- スタイリスト：大久保篤志
- 演出：川崎邦治、砂田実
- プロデューサー：石川眞実、内山雄治
- 制作協力：創都
- 製作著作：TBS

## 中村、突然の降板
この番組でホストを務めていた中村雅俊だが、1988年12月頃に突然の降板の申し入れがあった。これは1990年9月より、ライバル会社であるライオンの歯磨き剤「デンターT」のCMに出演するためで、ライバルで同業者の提供番組にこれ以上は出られないことを理由に挙げている。結局1989年3月に番組は終了した。